# عبد المنعم عمارة
عبد المنعم عمارة هو شخصية من أهم شخصيات محافظة الإسماعيلية في النصف الأخير من القرن الماضي فقد ساهم بالكثير من أعمال التطوير في مدينة فايد وإعادة البناء للمدينة بعد العودة من التهجير عقب انتصار أكتوبر 1973 من خلال مناصبه التي تولاها. وخلال 12 سنة كاملة من توليه مسئولية محافظ الإسماعيلية، قدمت محافظة الإسماعيلية نموذج جيد من التطور المعماري والسياحي والثقافي. وأقام العديد من المهرجانات العالمية بالمحافظة واجتذب الكثير من السياحة الداخلية بمصر وأصبحت الإسماعيلية أكبر ثالث محافظة مصرية.
أعتمد عليه الرئيس الراحل محمد أنور السادات في أولى تجاربه بتعيين محافظين من الشباب فقد كان عبد المنعم عمارة أصغر من تولى هذا المنصب وأول من أختير محافظا من أبناء نفس المحافظة في تجربة هي الأولى من نوعها، وحققت نجاحات باهرة، وكان السادات من عشاق محافظة الإسماعيلية فولاها اهتماما خاصا بدأ بعقد اجتماعات السلام المصرية الإسرائيلية بجزيرة الفرسان بالإسماعيلية ثم تدعيمه الكامل للمحافظ الشاب وقتئذ.

## حياته ودراسته
ولد الدكتور عبد المنعم عبد الحميد عمارة بمدينة الإسماعيلية 2 يونيو 1937، وينتمي الي أكبر العائلات في الوطن العربي والشرق الأوسط إذ يبلغ عدد أفرادها حوالي 10890700 فرد والذي من أكبر الأجداد بها هو علي بن محمد عمارة الذي ولد في مدينة بغداد وعاش في فلسطين حتى وفاته عام 1907 وقد أنجب محمد وسعيد وعبدالله ومحمود وعباس وسلمان وصهيب وعدنان وقد إستقر معظمهم في ليبيا واليمن وقد استقر محمد في محافظة البحيرة وأنجب الكثير من الأبناء منهم من سكن محافظة الإسماعيلية والذي جاء من نسلهم الدكتور عبد المنعم، وللدكتور عبد المنعم من الأشقاء ثلاثة هم عطية عمارة وحلمي عمارة والسيدة حميده عمارة وجميعهم في ذمة الله.. حاصل على ليسانس الآداب قسم الفلسفة من جامعة عين شمس المصرية كما حصل على شهادة الدكتوراه في العلوم السياسية من جامعة قناة السويس في عام 1993، ظهر تفوقه المجتمعي أثناء دراسته فكان لاعبا في المنتخب الوطني لكرة الطائرة في الستينيات، كما شارك في الأنشطة المجتمعية المختلفة بداية من مسئوليته عن جماعات التهجير التي بدأت عقب نكسة 1967 وتهجير أهالي محافظة الإسماعيلية إلى محافظات شتى بمصر.
له ثلاثة أبناء هم داليا ومروة ومحمد وجميعهم خريجي كلية الهندسة من الجامعة الأمريكية

## مناصبه
شغل العديد من المناصب السياسية :
- رئيس المجلس الأعلى للشباب والرياضة في الفترة من 1990 وحتى 1998
- محافظاً للإسماعيلية في الفترة من 1978 وحتى 1990
- عضو مجلس الشعب المصري عن الإسماعيلية من 1970 وحتى 1976
- رئيس المجموعة البرلمانية لمحافظات القناة في مجلس الشعب في نفس الفترة
- رئيسا لمجلس إدارة شركة الإسماعيلية لنقل البضائع من 1976 وحتى 1978
- عضو مجلس الشعب عن مدينة نصر من عام 1994 وحتى 1998
- رئيسا للمكتب التنفيذي لوزراء الشباب العرب من 1991 وحتى 1998
- رئيس للمجلس الأعلى للشباب والرياضة لقارة أفريقيا من عام 1993 وحتى عام 1998
- حاصل على جائزة أغاخان العالمية لتطوير وأعادة تنظيم أحد أهم المناطق الشعبية في محافظة الإسماعيلية " حى السلام "
- وحصل على العديد من الأوسمة من رئاسة الجمهورية والعديد أيضاً من الجوائز الدولية.
- حقق العديد من الانجازات الملموسة أبان فترة توليه مسئولية محافظ الإسماعيلية فأنشئ المنطقة السياحية المسماة بطريق عماره السياحي، وأوجد أندية الفيروز وقرية النورس السياحية وقرية الجندول إضافة إلى باقى المعالم السياحية بتلك المنطقة، واهتم بتوسعة المساحة السكانية التي شملت منطقة الشيخ زايد بمراحلها السبعة شمال شرق الإسماعيلية، لم يقف الأمر عند ه>ا الحد بل أضاف العديد من المشاريع الحيوية مثل تطوير حي السلام، إنشاء المسشتفى العام الجديد، قصر ثقافة الإسماعيلية، نزل شباب الشيخ زايد وبيت الشباب بطريق البلاجات وشارك في العديد من المشاريع الأخرى مثل جامعة قناة السويس الجديدة تطوير منطقة الحرفيين.
- كان له دور بارز في دعم النادي الإسماعيلي طوال مسيرته فمن الستينيات وقت أن كان وكيلا للنادي الإسماعيلي وحتى تبوأه منصب رئيس المجلس الأعلى للشباب والرياضية دعم عماره النادي الإسماعيلي بنقله من النادي القديم إلى استاد الإسماعيلية الحالي، وإنشاء مدرجات الدرجة الأولى والمقصورة، إضافة إلى إنشاء فندق اللاعبين وإنارة الاستاد وإنشاء مدرسة الموهبين التي تضم حمام سباحة وملاعب للاسكواش.
- اهتم عمارة كدلك بالعمل على تحويل الإسماعيلية إلى ملتفى الثقافة والفنون المصرية حيث بدا مهرجان الفنون الشعبية وملتقى الفكر الإسلامي ومهرجان السينما التسجيلية وبطولة الصداقة العربية واستضافة بطولات الشركات الرياضية وابتكر مهرجان الربيع وأميرة الفراولة الأمر الدى جعل الاعلام المصري يتجه صوب محافظة الإسماعيلية في تلك الفترة.
- وهو مؤسس جمعية عمارة لتنمية المشاركة المجتمعية التي تضم عددا كبيرا من شباب وشابات مدينة الإسماعيلية وتهتم بتنمية المشاركة المجتمعية لأبناء المدينة

يذكر أن بدايات الدكتور عبد المنعم عماره كانت أثناء فترة التهجير بعد حرب عام 1967 وكان يرأس لجنة المهجرين بمحافظة الإسماعيلية وكان أيضا وكيلا للنادي الإسماعيلي خلال نفس الفترة من الستينيات.